# Reinhard Raue
Reinhard Raue (* 1953; † 2006) war ein deutscher Kirchenmusiker und Orgelsachverständiger.
Raue studierte Kirchenmusik an der Robert Schumann Hochschule Düsseldorf. Er ergänzte seine Ausbildung durch ein Kompositionsstudium und ein Studium der Musikwissenschaft (Promotion zum Dr. phil.). Er wirkte als Kirchenmusiker in Geldern und versah das Amt eines Orgelsachverständigen in der Evangelischen Kirche im Rheinland.

## Kompositionen
- Rhapsodia elegiaca
- Invocation Symphonique für Orgel (1980/85. UA 17.10.1986 Stadtkirche Moers, Axel Berchem)
- 3 Pastelle für Altposaune (1998)

## Schriften
- Untersuchungen zur Typologie von Musikzeitschriften des 18. Jahrhunderts